# Turistická značená trasa 5603
 Turistická značená trasa č. 5603 měří 14 km a spojuje obec Starou Černovou a Sedlo pod Červeným Grúňom v pohoří Velké Fatře na Slovensku.

## Průběh trasy
Trasa na začátku prochází obcí Starou Černovou, na jejímž konci odbočí k západu a vystoupá k rozcestí Na jame, odtud pokračuje lesním terénem po zpevněné cestě do Sedla pod Červeným Grúňom.
| Km  | Místo                     | Navazující a křižující trasy | Souřadnice                      | Nadm. výška |
| --- | ------------------------- | ---------------------------- | ------------------------------- | ----------- |
| 0   | Stará Černová             |                              | 49°5′35″ s. š., 19°15′31″ v. d. | 460 m n. m. |
| 7,0 | Na jame                   | 8601                         | 49°4′13″ s. š., 19°12′45″ v. d. | 540 m n. m. |
| 5,2 | Sedlo pod Červeným Grúňom | 2704                         | 49°4′57″ s. š., 19°11′32″ v. d. | 990 m n. m. |

## Galerie

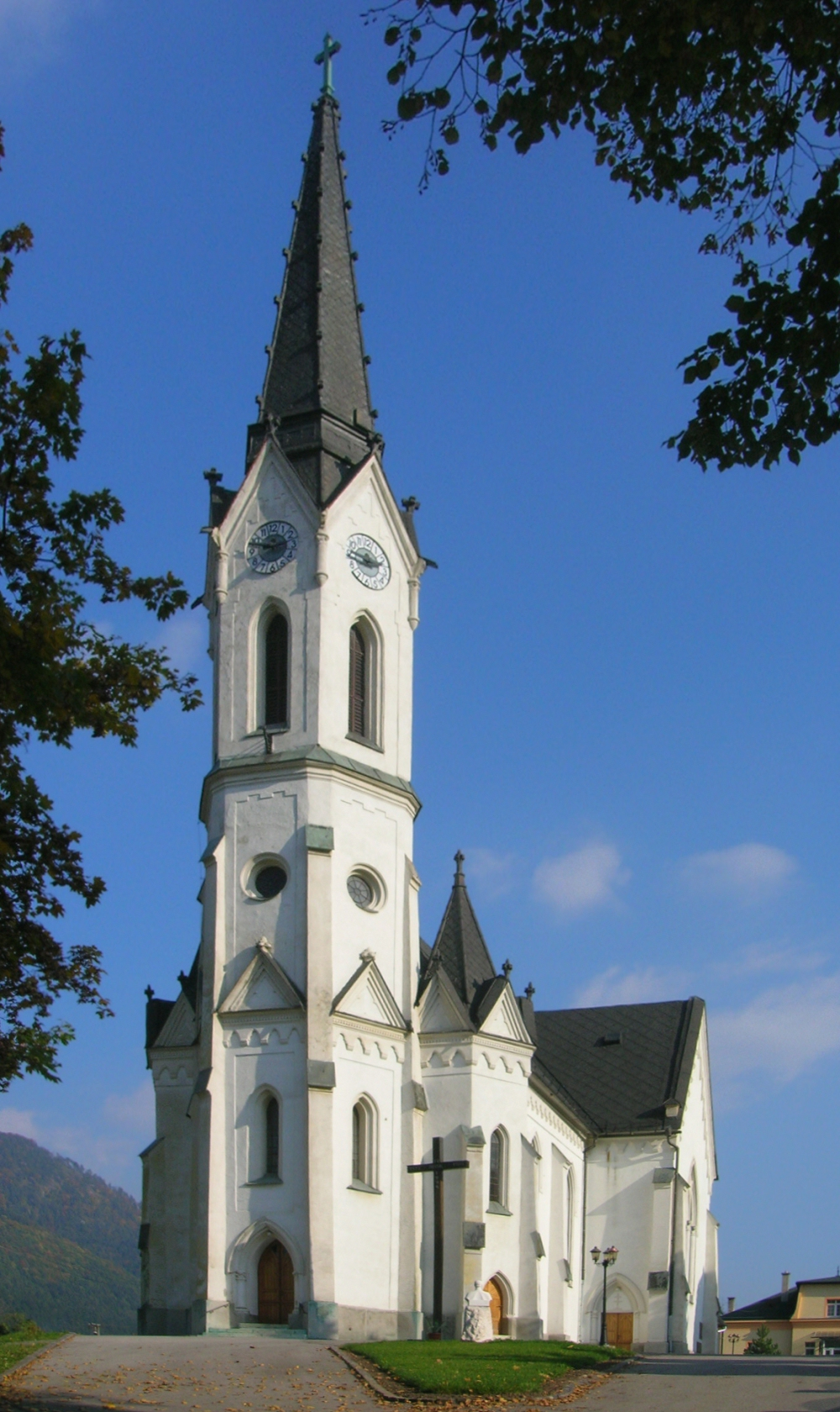
Kostel Černová